# Air Force Sky Survey
L'Air Force Sky Survey initié par l'Air Force Cambridge Research Laboratories (en) fut le premier relevé astronomique de tout le ciel infrarouge effectué à des longueurs d'onde supérieures à 2,2 micromètres. Les données de ce relevé ont été recueillies à l'aide de systèmes emportés par fusée. Le premier et le second catalogue de données de cette enquête on nécessité respectivement sept et deux lancés de fusée. L' Air Force Sky Survey a apporté une contribution substantielle à l'astronomie et l'astrophysique infrarouge en général. Il a montré que l'aspect du ciel change radicalement dans l'infrarouge moyen. De plus, l'étude des objets isolés découverts par l'enquête a révélé des exemples d'étoiles évoluées entourées de poussières et de nombreux objets associés à de denses nuages interstellaires pouvant être à un stade très précoce de leur évolution stellaire. Entre autres, deux protonébuleuses planétaires ont été découvertes à l'aide de ce relevé soit : la nébuleuse de Westbrook et la nébuleuse de l'Œuf.